# Peder Mört
Peder Mört, född 1 januari 1640 i Västra Ny församling, Östergötlands län, död 27 juni 1720 i Vadstena krigsmanshusförsamling, Östergötlands län, var en svensk präst.

## Biografi
Peder Mört föddes 1 januari 1640 i Västra Ny socken. Han var son till kyrkoherden Magnus Petri Mört och Elsa Brask. Mört blev 1653 student vid Uppsala universitet (Mörts namn finns inte med i universitets matrikel) och höstterminen 1664 student vid Åbo akademi. Han prästvigdes 6 april 1669 och blev 1670 komminister i Hannäs församling, Tryserums pastorat. Mört blev 1672 kollega i Vadstena samt 1673 vice pastor i Västra Ny församling, Västra Ny pastroat. År 1677 blev han förordnad av prosten Ericus Simonius Löfgren att förrätta gudstjänster vid Vadstena krigsmanshus och han blev 1688 den förste egna krigsmanshuspastorn i Vadstena krigsmanshusförsamling. 1707 tog han tjänstledigt och blev gratialist. Mört avled 27 juni 1720 i Vadstena och begravdes 3 juli samma år. En gravsten över honom finns bevarad i Vadstena klosterkyrka.

### Familj
Mört gifte sig med Anna Elisabeth Aschanius (1658–1729). Hon var dotter till kyrkoherden Isaacus Aschanius och Catharina Andersdotter Palm i Hagebyhöga församling. De fick tillsammans barnen Margareta Mört som var gift med kyrkoherden Israel Wangel i Å församling, Catharina Mört (1686–1764) som var gift med postmästaren Birger Tollbom i Vadstena och kyrkoherden Petrus Hörberg i Vadstena, ryttaren Daniel Mört (1690–1737) och Isak Mört.